# Локаст-Гроув (Джорджія)
Локаст-Гроув (англ. Locust Grove) — місто (англ. city) в США, в окрузі Генрі штату Джорджія. Населення — 8947 осіб (2020).

## Географія
Локаст-Гроув розташований за координатами 33°20′34″ пн. ш. 84°6′16″ зх. д. / 33.34278° пн. ш. 84.10444° зх. д. (33.342648, -84.104378).  За даними Бюро перепису населення США в 2010 році місто мало площу 28,09 км², з яких 27,62 км² — суходіл та 0,47 км² — водойми.

## Демографія
Згідно з переписом 2010 року, у місті мешкали 5402 особи в 1773 домогосподарствах у складі 1379 родин. Густота населення становила 192 особи/км².  Було 2014 помешкання (72/км²).
Расовий склад населення:
| - 55,7 % — білих - 37,4 % — чорних або афроамериканців - 1,7 % — азіатів - 0,3 % — корінних американців - 0,1 % — вихідців з тихоокеанських островів - 2,0 % — осіб інших рас |

До двох чи більше рас належало 2,8 %. Частка іспаномовних становила 5,3 % від усіх жителів.
За віковим діапазоном населення розподілялося таким чином: 31,9 % — особи молодші 18 років, 60,9 % — особи у віці 18—64 років, 7,2 % — особи у віці 65 років та старші. Медіана віку мешканця становила 30,8 року. На 100 осіб жіночої статі у місті припадало 91,6 чоловіків;  на 100 жінок у віці від 18 років та старших — 85,6 чоловіків також старших 18 років.
Середній дохід на одне домашнє господарство  становив 63 622 долари США (медіана — 44 342), а середній дохід на одну сім'ю — 73 195 доларів (медіана — 62 623). За межею бідності перебувало 9,0 % осіб, у тому числі 8,4 % дітей у віці до 18 років та 13,0 % осіб у віці 65 років та старших.
Цивільне працевлаштоване населення становило 2363 особи. Основні галузі зайнятості: мистецтво, розваги та відпочинок — 16,6 %, освіта, охорона здоров'я та соціальна допомога — 16,1 %, роздрібна торгівля — 13,8 %, науковці, спеціалісти, менеджери — 11,6 %.